# جوزيبي دانغلو
جوزيبي دانغلو (بالإيطالية: Giuseppe D'Angelo)‏ هو راكب الكنو إيطالي، ولد في 11 نوفمبر 1951.

## وصلات خارجية
- جوزيبي دانغلو على موقع أوليمبيديا (الإنجليزية)